# Universidad Ana G. Méndez
La Universidad Ana G. Méndez (UAGM) es una universidad privado con tres campus principales ubicados en Gurabo, Carolina y Cupey Puerto Rico. 

## Campus
El sistema universitario Ana G. Méndez cuenta con campus en las siguientes ciudades de Puerto Rico y Estados Unidos.
| Instalaciones                 | Nombre anterior           | Localización         | Refs  |
| ----------------------------- | ------------------------- | -------------------- | ----- |
| Ana G. Méndez Online          |                           | En línea             |       |
| Campus Cupey                  | Universidad Metropolitana | San Juan, PR         |       |
| Campus de Gurabo              | Universidad del Turabo    | Gurabo, PR           | [ 2 ] |
| Campus de Carolina            | Universidad del Este      | Carolina, PR         | [ 3 ] |
| Campus del área de la capital |                           | Wheaton, MD          | [ 4 ] |
| Campus del área de Dallas     |                           | Dallas, TX           | [ 5 ] |
| Campus de Metro Orlando       |                           | Conway, FL           | [ 6 ] |
| Campus del sur de Florida     |                           | Miami Lakes, FL      | [ 7 ] |
| Campus de Tampa Bay           |                           | Egipto Lake-Leto, FL | [ 8 ] |

El 2 de enero de 2019 el Sistema Universitario Ana G. Mendez anunció que la Universidad Metropolitana, la Universidad del Turabo y la Universidad del Este dejarían de existir como entidades independientes entre sí y se unirían para convertirse en la Universidad Ana G. Méndez.
En la Universidad, también opera una estación de televisión, WMTJ, en Río Piedras, San Juan, PR .

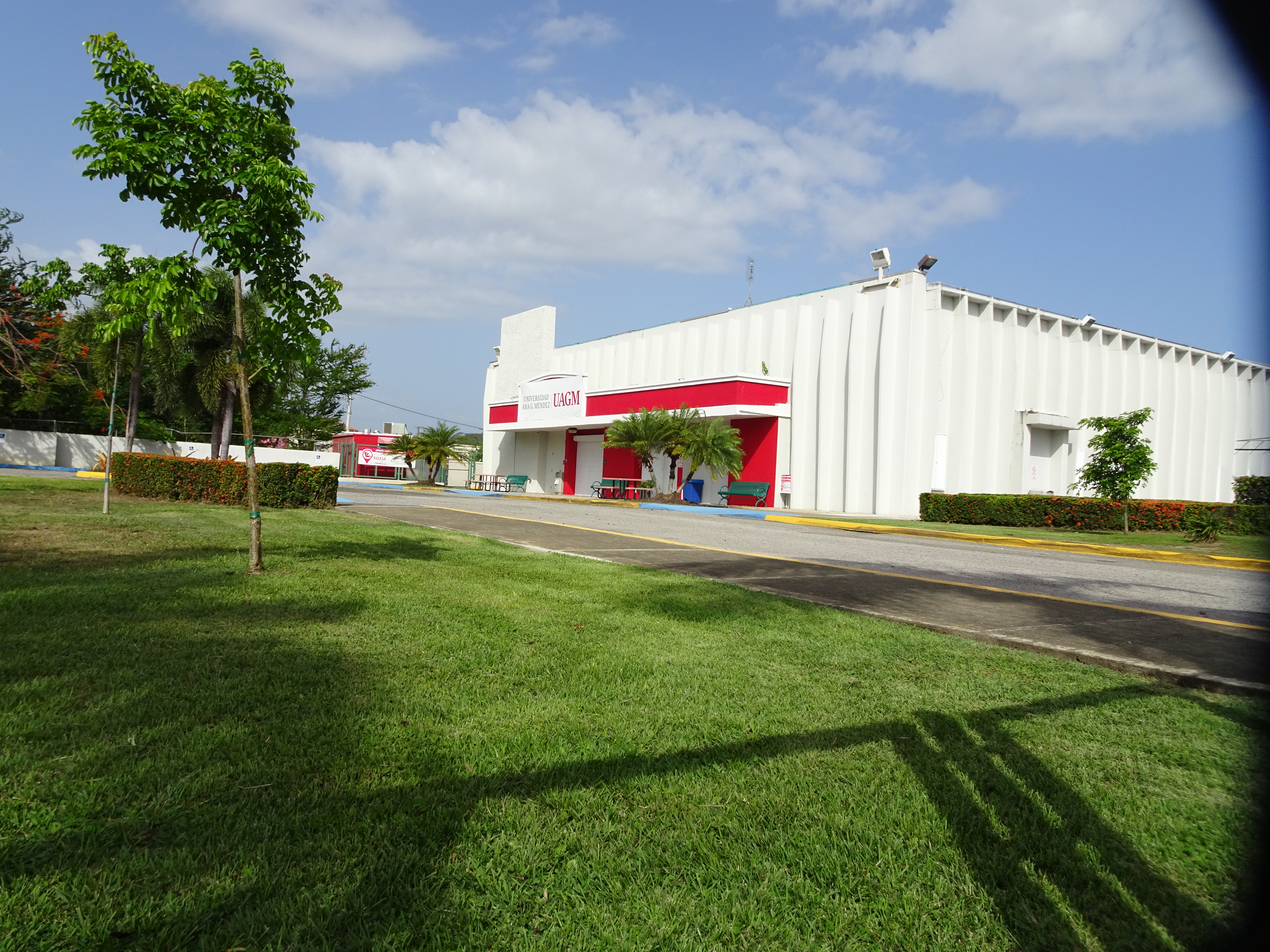
Universidad Ana G. Méndez en Ponce, Puerto Rico

### Campus de Gurabo
El campus de Gurabo, generalmente conocido como la Universidad del Turabo, cubre 140 acres con quince edificios. El campus incluye una biblioteca con un centro de computación, dos museos, cuatro auditorios, una librería, dos cafeterías, un café y centros de computación dedicados y salas de estudio en algunos departamentos académicos. La universidad también cuenta con un complejo deportivo con su respectivo gimnasio, sala de pesas, pista de atletismo, alberca de 25 metros, canchas de béisbol, canchas de tenis, canchas de básquetbol, canchas de voleibol y otras áreas verdes para la recreación estudiantil. La Universidad consta de siete universidades principales:
- Negocios y Administración
- Educación
- Ingeniería
- Ciencias de la Salud
- Escuela Internacional de Diseño
- Ciencia y Tecnología
- Ciencias Sociales

#### Museos y bibliotecas
La Universidad tiene bibliotecas disponibles para el uso de los estudiantes, así como una biblioteca virtual donde los libros y la información útil están disponibles o se pueden solicitar fácilmente para investigaciones o proyectos específicos. La biblioteca principal incluye una sala de computadoras, áreas de estudio, salas de conferencias y la propia biblioteca. Existe una biblioteca-museo que lleva el nombre del exgobernador de Puerto Rico, Pedro Rosselló, como "Biblioteca Museo Dr. Pedro Rosselló", que incluye un museo, biblioteca, área de estudio y auditorio. También hay un museo principal con un centro de estudios humanísticos llamado "Dra. Josefina Camacho de la Nuez "y la entrada es gratuita.

## Historia

### Universidad de Turabo
La Universidad de Turabo (ahora, el campus de Gurabo ) se estableció en 1972. En 1974, obtuvo la acreditación de la Asociación de Colegios y Escuelas de los Estados Intermedios y el Consejo de Educación Superior de Puerto Rico.
En 2004, inició el programa de doctorado en Ciencias Ambientales y el advenimiento del Plan Estratégico de Investigación Científica. En la actualidad, la matrícula supera los 15.000 alumnos de los cuales más de 450 son de nivel de doctorado.[cita requerida]
En 2018, la National Science Foundation anunció una asociación entre la Universidad de Turabo y Cornell High Energy Synchrotron Source en la Universidad de Cornell (CHESS).
Ofreció estudios académicos desde certificados técnicos hasta doctorados en siete escuelas: Ingeniería, Ciencia y Tecnología, Ciencias de la Salud, Educación, Negocios y Administración, Diseño y Arquitectura y Ciencias Sociales.
Tiene cuatro centros universitarios y un recinto principal. 
- Barceloneta
- Cayey
- Ponce
- Yabucoa
- Gurabo: el campus principal.

### Universidad Metropolitana
La Universidad Metropolitana — o Universidad Metropolitana ( UMET ) en español — es una universidad privada, sin fines de lucro y laico en Puerto Rico que ahora es parte de la Universidad Ana G. Méndez. Tiene dos centros universitarios  y un recinto principal. 
- Aguadilla
- Bayamón
- San Juan(Cupey): el campus principal.

### Universidad del Este

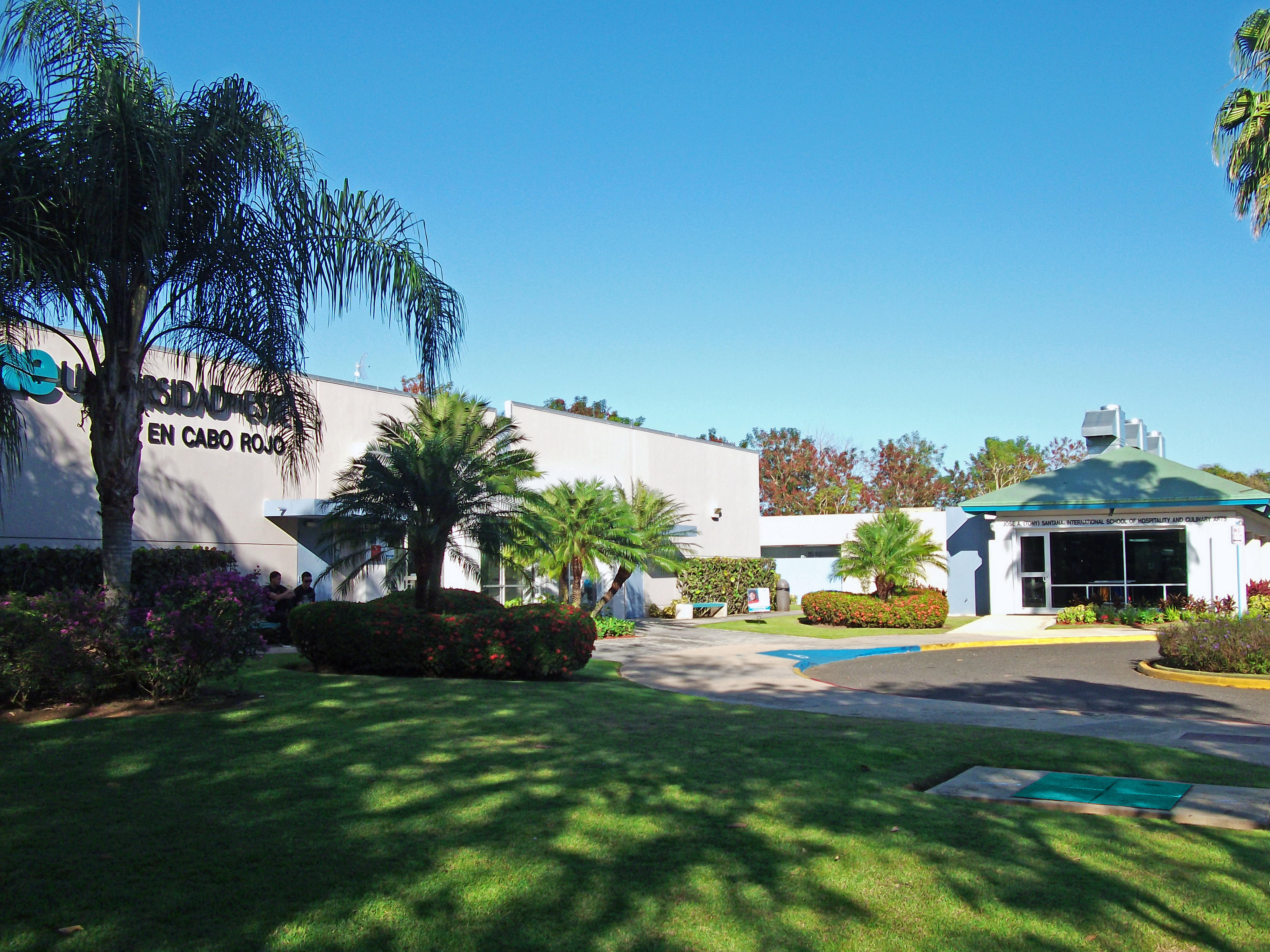
Cabo Rojo Campus

La Universidad del Este (UNE) era una institución privada de educación superior sin fines de lucro. Fundado en 1949 como Puerto Rico Junior College, se convirtió en una institución de cuatro años en 1992 y finalmente se convirtió en una universidad en 2001. La Universidad del Este ofreció programas ocupacionales, de artes liberales, educación, salud, ciencias y negocios que condujeron a programas de certificados, asociado, licenciatura y maestría en diferentes disciplinas. Su campus principal estaba ubicado en Carolina, Puerto Rico . La universidad también mantuvo tres centros universitarios ubicados en Barceloneta, Cabo Rojo y Santa Isabel. En agosto de 2003, la Universidad del Este estableció su primer campus sucursal, Metro Orlando University Center ubicado en Orlando, Florida .

## Atletismo
La universidad ofrece becas deportivas a destacados atletas de primer año con un fuerte potencial académico en natación, baloncesto, voleibol, campo a través y otros. Ha participado en la Liga Interuniversitaria de Atletismo de Puerto Rico (LAI) (en español: Liga Atlética Interuniversitaria de Puerto Rico) desde 1975.